# Cladolabes hamatus
Cladolabes hamatus is een zeekomkommer uit de familie Sclerodactylidae.
De wetenschappelijke naam van de soort werd in 1914 gepubliceerd door Carel Philip Sluiter.